# Ram Narayan
Ram Narayan (în hindi: राम नारायण; IAST: Rām Nārāyaṇ; n. 25 decembrie 1927, Udaipur, India Britanică – d. 9 noiembrie 2024, Mumbai Suburban district⁠(d), Maharashtra, India), supranumit și Pandit, a fost un muzician indian care a popularizat instrumentul sarangi⁠(d) ca instrument solo în muzica clasică din Hindustan și a devenit primul cântăreț la sarangi care s-a bucurat de succes internațional.
Narayan s-a născut în Udaipur și a învățat să cânte la sarangi de la o vârstă fragedă. A studiat cu cântăreți și interpreți de sarangi,  a lucrat în tinerețe ca profesor de muzică și muzician călător. În 1944, Radio All India din Lahore l-a angajat pe Narayan ca acompaniator pentru vocaliști. După împărțirea Indiei din 1947, s-a mutat la Delhi. În 1949, frustrat de rolul său de simplu acompaniator, s-a mutat în Mumbai pentru a lucra la cinema.
După o încercare eșuată în 1954, Narayan a devenit în sfârșit un artist de concert solo în 1956, ulterior renunțând să mai acompanieze. A înregistrat albume solo și a început să călătorească în turnee în America și Europa în anii '60. Narayan a predat atât indienilor cât și străinilor și a interpretat, frecvent în afara Indiei, până în anii 2000. În 2005 a primit a doua decorație civilă a Indiei ca importanță, Padma Vibhushan.